# Carly Pope
Carly 'Carlita' Pope (Vancouver, 28 augustus 1980) is een Canadees actrice. Ze won zowel in 2004 als 2006 een Leo Award, voor haar rollen in de televisieserie The Collector en de korte lowbudgetfilm Sandra Gets Dumped. Pope debuteerde als actrice in de korte film A Girl's Guide to Kissing and Other Nightmares in Teenland in 1996.
Popes oudere broer Kris is eveneens acteur.

## Filmografie

### Films
*Exclusief 10+ televisiefilms
| - Ambushed (2013) - Elysium (2013) - Concrete Blondes (2013) - Textuality (2011) - S.W.A.T.: Firefight (2011) - Stuntmen (2009) - Life Is Hot in Cracktown (2009) - 24: Redemption (2008, televisiefilm) - Toronto Stories (2008) - Edison and Leo (2008) (stem) - Say Goodnight (2008) - Young People Fucking (2007) - Beneath (2007) - Itty Bitty Titty Committee (2007) - 10.5: Apocalypse (2006) - Recipe for a Perfect Christmas (2005) | - Two for the Money (2005) - The French Guy (2005) - The Hamster Cage (2005) - Eighteen (2004) - Everyone (2004) - Intern Academy (2004) - Window Theory(2004) - Nemesis Game (2003) - This Time Around (2003) - Various Positions (2002) - Orange County (2002) - The Glass House (2001) - Finder's Fee (2001) - Disturbing Behavior (1998) |

### Series
*Exclusief eenmalige verschijningen
- Republic of Doyle - Alisha Maracle (2014, drie afleveringen)
- The Tomorrow People - Morgan Burke (2013-2014, zes afleveringen)
- Played - Vanessa Moreland (2013, vier afleveringen)
- Outlaw - Lucinda Pearl (2010, acht afleveringen)
- 24 - Samantha Roth (2009, vijf afleveringen)
- Californication - Annika (2008, twee afleveringen)
- Whistler - Bailey (2007, twee afleveringen)
- Dirt - Garbo (2007, zes afleveringen)
- The Collector - Maya Kandinski (2004-2005, zestien afleveringen)
- Kim Possible - stem Amelia (2002-2003, twee afleveringen)
- Popular - Sam McPherson (1999-2001, 43 afleveringen)

- Bibsys: 1634286304971
- Bibliothèque nationale de France: cb15559260b (data)
- Gemeinsame Normdatei: 1316791203
- International Standard Name Identifier: 0000 0001 1470 4752
- Library of Congress Control Number: no2005118029
- Nederlandse Thesaurus van Auteursnamen: 434304719
- Virtual International Authority File: 34199519
- WorldCat: E39PBJv4jkqfvprkBW6j6fbjmd